# جاده ئی۰۹ اروپا

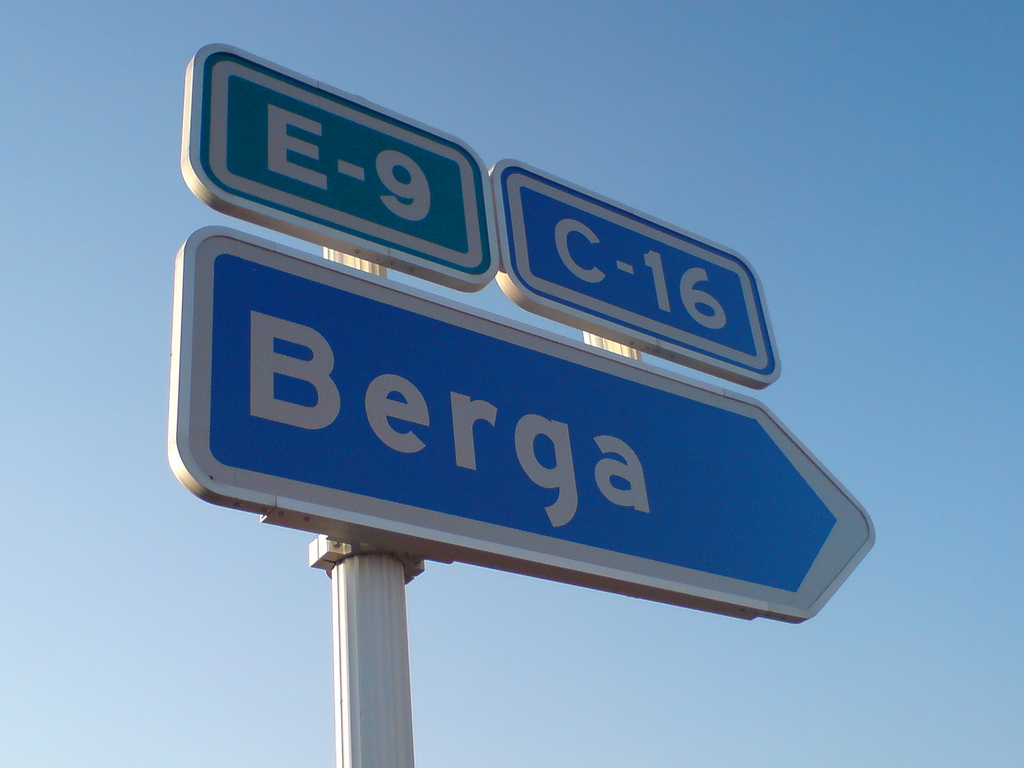
جاده ئی۰۹ اروپا در اسپانیا

جاده ئی۰۹ اروپا (به انگلیسی: European route E09) یکی از جاده‌های اصلی قاره اروپا است.
این جاده که از شهر اورلئان (فرانسه) شروع شده در شهر بارسلون (اسپانیا) به پایان میرسد و ۹۶۷ کیلومتر مسافت دارد.